# Muzeul Sherlock Holmes
Sherlock Holmes Museum este un muzeu privat din Londra (Anglia), dedicat celebrului detectiv de ficțiune Sherlock Holmes. El a fost deschis în 1990 și este situat în Baker Street, purtând numărul 221b cu permisiunea Consiliului orășenesc al City of Westminster, deși se află între clădirile cu numerele 237 și 241, în apropierea capătului de nord a străzii Baker Street și a Regent's Park din centrul Londrei.
Casa orășenească în stil georgian pe care o ocupă muzeul pe "221b Baker Street" a fost folosită anterior ca pensiune din 1860 până în 1936, și acoperă perioada 1881-1904 când Sherlock Holmes și Doctorul Watson au fost prezentați ca locuind acolo în calitate de chiriași ai doamnei Hudson. Muzeul este administrat de Sherlock Holmes International Society, o organizație non-profit.

## Disputa cu privire la numărul clădirii
Informații suplimentare: 221B Baker Street

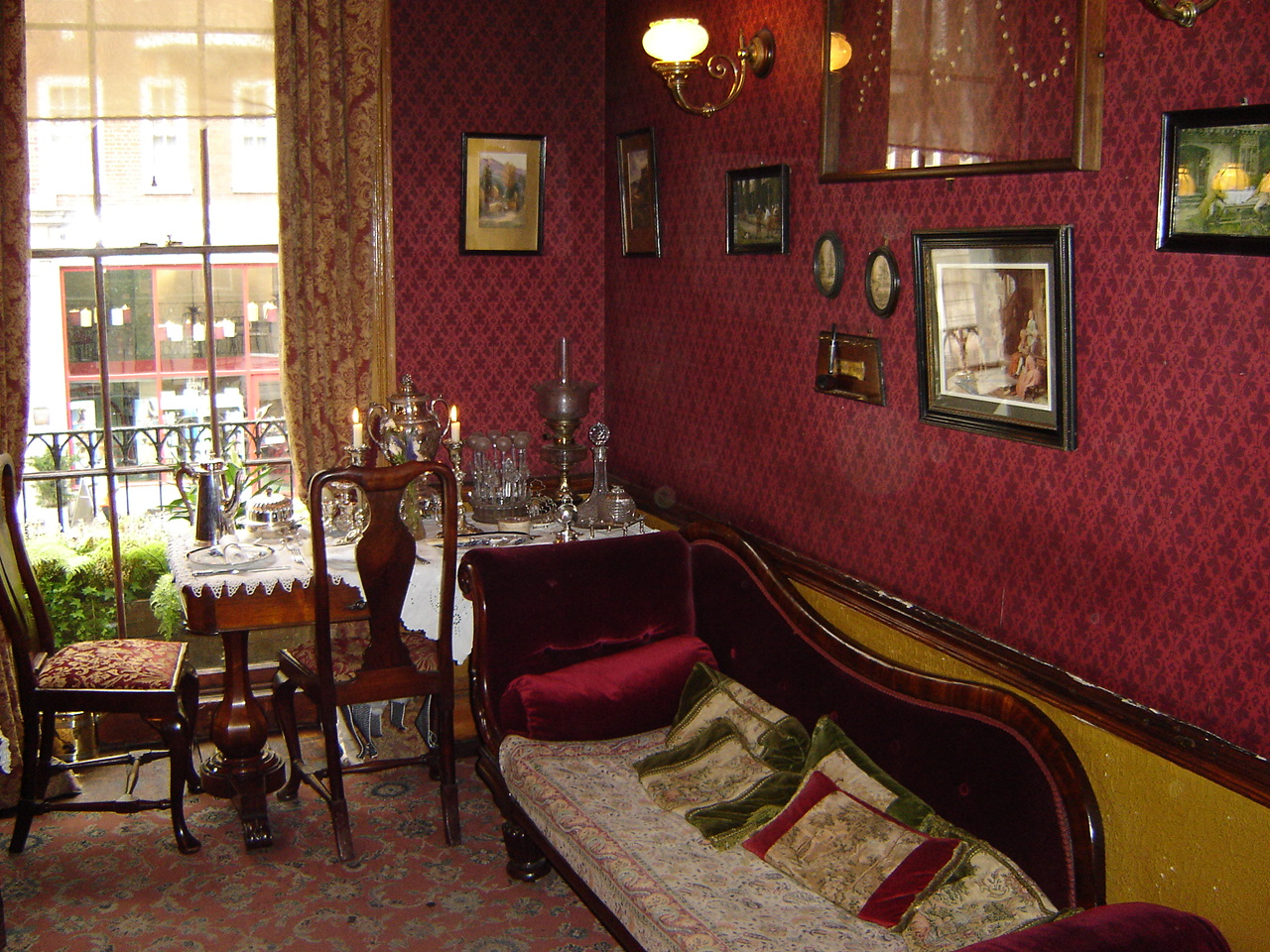
Salonul de la primul etaj al muzeului

Adresa 221B a fost subiectul unei dispute prelungite între muzeu și clădirea alăturată a băncii Abbey National. Începând din anii 1930, Royal Mail a livrat scrisorile adresate lui Sherlock Holmes către Abbey National Bank, și aceasta a angajat un secretar special pentru a lucra cu această corespondență. Muzeul a făcut mai multe apeluri ca să-i fie livrată ei corespondența, pe motiv că aceasta este organizația cea mai potrivită pentru a răspunde la scrisori, mai degrabă decât banca a cărei activitate principală este să împrumute bani cu dobândă. Deși aceste inițiative au fost toate respinse, problema a fost rezolvată în cele din urmă în 2002, când Abbey National a eliberat spațiul după 70 ani, iar corespondența este livrată în prezent către muzeu.

## Obiecțiile familiei
Jean Conan Doyle și-a manifestat lipsa de aprobare față de muzeu când a fost întrebată. Ea a fost împotriva ideii de a sugera că personajul creat de tatăl ei a fost o persoană reală și a știut că existența muzeului va întări ideea din mințile multora că Holmes a existat în realitate. Această idee a fost întărită și de prezența unei plăci comemorative de culoare albastră pe fațada clădirii care atestă că aceasta este presupusa reședință a lui Holmes. Placa este similară ca design cu cele amplasate de English Heritage, dar nu este una dintre ele deoarece instituția anterior menționată amplasează plăci doar oamenilor care au trăit în realitate.
Muzeul i-a oferit doamnei Jean oportunitatea de a crea o cameră în muzeu dedicată tatălui ei, dar această ofertă a fost refuzată și, de atunci, ultimele lucruri personale ale lui Sir Arthur Conan Doyle au fost vândute la licitație.